# Doctor Botrell (Paraguay)
Doctor Bottrell es un municipio del Departamento de Guairá, se encuentra aproximadamente a 187 km de Asunción. Fue creado en el año 1943, y fue elevado a la categoría de distrito el 19 de agosto de 1983 bajo la ley N° 1001/1983.
Su nombre es en homenaje al médico inglés James Francis Henry Bottrell (Dr. Enrique Bottrell) asentado en Villarrica entre 1889 y 1908, donde fue célebre por dar atención gratuita a los más desfavorecidos de Guairá y departamentos vecinos. 

## Geografía
Localizada en el centro occidental de la región, emerge como el área más rica y poblada del departamento. Riega esta zona el Río Tebicuarymi con sus afluentes que hacen del suelo apto para la agricultura. De todos los distritos del Departamento del Guairá, es una de las zonas con más producción agrícola. El distrito de Dr. Botrell, tiene 75 km² de extensión territorial y es el menos poblado del cuarto Departamento de Guairá.
El Distrito de Dr. Botrell, se encuentra regado por las aguas del Río Tebicuarymi. Limita al norte con el Departamento de Caaguazú, separado por el Río Tebicuarymí; al sur con Yataity del Guairá y Mbocayaty del Guairá; al este con Troche; y al oeste con el Departamento de Paraguarí.

## Clima
La temperatura media anual es de 22 °C ; su máxima en verano asciende a 38 °C, 39 °C y en invierno suele llegar a 0 °C. Llueve abundantemente en los meses de octubre y de noviembre. Durante los meses de julio y de agosto, se registran la menor cantidad de lluvia; los otros meses mantienen un promedio de 138 mm de precipitaciones que llegan a una media anual de 1.600 mm.

## Economía
Sus habitantes se dedican al cultivo de: algodón, trigo, yerba mate, caña de azúcar y al cultivo de uvas. En cuanto a la actividad ganadera se dedican a la cría de ganado vacuno, caprino, porcino y equino.

## Infraestructura
La principal vía de comunicación terrestre es Ruta PY08, que lo conecta con la ciudad de Villarrica, capital del Departamento, y además con la ciudad de Asunción. Cuenta con los servicios telefónicos de Copaco y los de telefonía celular , además cuenta con varios medios de comunicación y en el cual se tiene acceso a los periódicos capitalinos.
Dispone de pocas vías pavimentadas para facilitar el tránsito automotor, posee extensos caminos empedrados y de tierra, por medio de los cuales se busca el acceso a las vías pavimentadas para facilitar el transporte de cargas y de personas.